# 亚伦·布什内尔自焚事件
2024年2月25日，25歲的美国空軍军人亚伦·布什内尔（Aaron Bushnell）在华盛顿特区的以色列駐美大使馆外自焚。布什内尔将他的自焚行为归因于美国对以色列在以色列—哈馬斯戰爭中的持续支持，他宣称：「我不再做种族灭绝的帮凶。」
布什內爾在Twitch上對自焚进行了網路直播，过程中，布什内尔在烈焰中反复高喊六次“解放巴勒斯坦”。在他自焚后，哥伦比亚特区警察局应美国特勤局的请求前来协助，他被送往当地一家医院搶救後宣告不治。

## 背景

### 布什內爾的出身與政見
布什內爾出身自美國麻薩諸塞州奧爾良，並在一個與世隔離的基督教耶穌共同體社區成長，據他的朋友指布什內爾於2019年脫離了該社區。
布什内尔2020年5月开始在美国空军工作，接受过基础与技术训练。他接受过网络安全教育，受训成为一名客户端系统技术员。后来他在德克萨斯州的圣安东尼奥担任美国空军的DevOps工程师。
布什內爾生前的朋友接受媒體採訪時指他有非常強烈的宗教信仰並且有反帝國主義思想，但不認同布什內爾患有精神疾病。另一名朋友指布什內爾熱衷於救濟無家可歸者的公益活動，同時帶有左派政治立場。一名與布什內爾同期接受過基本軍訓的同僚指布什內爾為人親切並富有正義感，布什內爾加入軍隊的初衷是希望開拓視野，但待在軍隊多年後他對戰爭的觀點產生了變化。布什內爾與美軍的合約到2024年5月為止，但受到2020年乔治·弗洛伊德之死的影響他對軍隊變得越發不滿。
一個被指是屬於布什內爾的社交群組Reddit帳號曾發文指責以色列是實施種族隔離的政權，並指沒有以色列人在壓迫巴勒斯坦人的責任上是無辜的。他又曾表示自己是無政府主義者，並相信所有階級權力結構必須透過合法渠道被廢除。

### 2023年加沙人道危機
自2023年10月7日至2024年2月29日，加沙走廊衛生部公佈在以色列—哈馬斯戰爭中身亡的加沙巴勒斯坦人數已經超過3萬人。超過55名專門研究納粹大屠殺和種族滅絕的學者在2023年12月發表了聯署聲明，指以色列在加沙的軍事行動有導致種族滅絕的危機。聯合國國際法院於2024年1月26日就南非訴以色列犯下種族滅絕罪作出的初步判決，認為南非對以色列的部分指控是「合理的（plausible）」，雖然沒有命令以色列停戰，但要求以色列採取必要措施改善加沙在戰爭中的人道狀況，而以色列在接下來的一個月被指持續違反國際法院的命令傷害加沙平民。

### 2023年12月亞特蘭大支持巴勒斯坦自焚事件
布什內爾並非第一名為了抗議2023年加沙人道危機而自焚的美國人，2023年12月1日於喬治亞州的以色列駐亞特蘭大總領事館前，一名姓名和性別不被亞特蘭大警方公開的人物為了支持巴勒斯坦而自焚，導致本人嚴重燒傷。

## 自焚

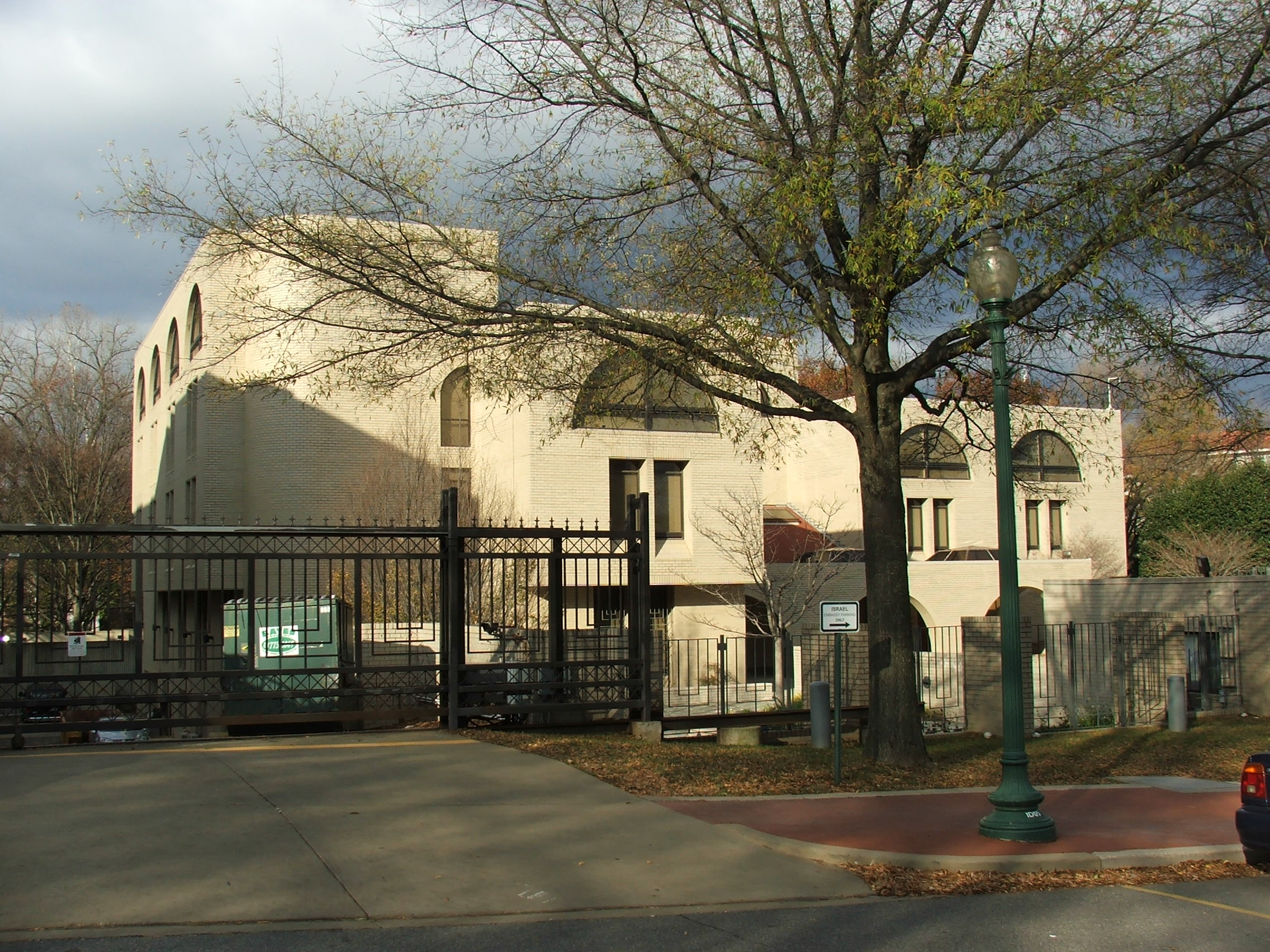
布什內爾自焚的華盛頓特區以色列大使馆正門前

布什内尔在计划自焚前將自己的積蓄捐獻給巴勒斯坦兒童安恤基金及生前飼養的貓託付給鄰居。他向媒体发送了一条信息，他写道：“今天，我计划进行一项极端的抗议行动，以反对对巴勒斯坦人的种族灭绝。”
2024年2月25日，当地时间12時58分，布什内尔走向以色列驻美國大使馆，打算以自焚的方式对以色列-巴勒斯坦冲突进行抗议。他还在Twitch上创建了一个名为“LillyAnarKitty”的账户，其个人资料横幅上挂着巴勒斯坦国旗，标题写着“解放巴勒斯坦”。在直播中，他边走向以色列大使馆边说：“我是美国空军的现役军人。我不再做种族灭绝的帮凶。我即将进行一次极端的抗议行动。但与巴勒斯坦人在他们的殖民者手中所经历的相比，这一点都不极端。”
在大使馆的大门外，布什内尔放下他的攝影设备并站在门前。他在自己身上浇上易燃液体然后将容器罐扔到一边 。一名安全官员走向布什内尔，问他是否需要帮助，布什内尔未理睬。布什内尔随后点燃自己，并大喊了四次“解放巴勒斯坦（Free Palestine）”，之后可能因为疼痛而只有尖叫。随后他倒在地上。安全官员通过无线电呼叫援助。一名保安走向现场，将枪对准了已經躺下的布什内尔，并多次命令他：“趴在地上！（Get on the ground!）”。多名警察赶到现场并对布什内尔使用了灭火器，其中一名警員對用手槍指著布什內爾的保安喊道：「我不需要手槍，我需要滅火器！（I don't need guns, I need fire extinguishers!）」布什內爾被华盛顿消防局和急救中心送往当地一家医院，經搶救後宣告不治，死亡時間為當日20時06分。

### 聲明全文

#### Facebook最後發文
Many of us like to ask ourselves, 'What would I do if I was alive during slavery? Or the Jim Crow South? Or apartheid? What would I do if my country was committing genocide?' The answer is, you're doing it. Right now. 
中文翻譯：
我們之間都喜歡對自己反問：「如果我生活在奴隶制时期、或者是推行吉姆·克勞法的美國南部、或者是種族隔離的地方，我會做些什麼？如果我的國家正在實行種族滅絕我又會做些什麼？」答案是，看看你現在在做什麼就知道了。

#### 自焚直播發言
My name is Aaron Bushnell, I am an active-duty member of the United States Air Force, and I will no longer be complicit in genocide. I'm about to engage in an extreme act of protest, but compared to what people have been experiencing in Palestine at the hands of their colonizers, it's not extreme at all. This is what our ruling class has decided will be normal.
中文翻譯：
我叫亚伦·布什内尔，我是美國空軍現役人員，我不會繼續成為種族滅絕的幫兇。我接下來要採取極端抗議的手段，但與一直飽受殖民者魔掌控制的巴勒斯坦人民相比，這根本算不上極端。這是被統治階級正當化的事情。

#### 遺囑
I am sorry to my brother and my friends for leaving you like this. Of course, if I was truly sorry, I wouldn't be doing it. But the machine demands blood. None of this is fair.

I wish for my remains to be cremated. I do not wish for my ashes to be scattered or my remains to be buried as my body does not belong anywhere in this world. If a time comes when Palestinians regain control of their land, and if the people native to the land would be open to the possibility, I would love for my ashes to be scattered in a free Palestine.
中文翻譯：
我對以這種方式來告別我的兄弟和朋友感到抱歉，當然，如果我是發自內心感到愧疚的話，我根本不會做出這種事，但戰爭機器渴望鮮血，這一切都是不公平的。

我希望我的遺體得到火化。我不希望我的骨灰被灑下或我的遺體下葬，因為這個世界沒有一個地方容得下我的遺體。當巴勒斯坦人重獲原本屬於他們的土地的日子終於到來，我希望我的骨灰會被灑在那片自由的巴勒斯坦土地上。

## 调查
美国特勤局、哥伦比亚特区警察局和美国烟酒枪械爆炸物局宣布将对这一事件进行调查。华盛顿大都会警察局拒绝确认直播所涉及内容的真实性，美国空军依据家庭通知政策，拒绝首先就情况发表评论。一个拆弹小组奉派调查可能与布什内尔有关的可疑车辆。在没有发现任何危险后，该地区随后宣告安全。
华盛顿大都会警察局向记者提供的一份公共事件报告称，在特勤局找到布什内尔之前，布什内尔“表现出精神困扰的迹象”，即他“用一种不明液体浇在身上并自焚”。以色列大使馆发言人表示，以方没有工作人员在事件中受伤。

## 反应

### 美国

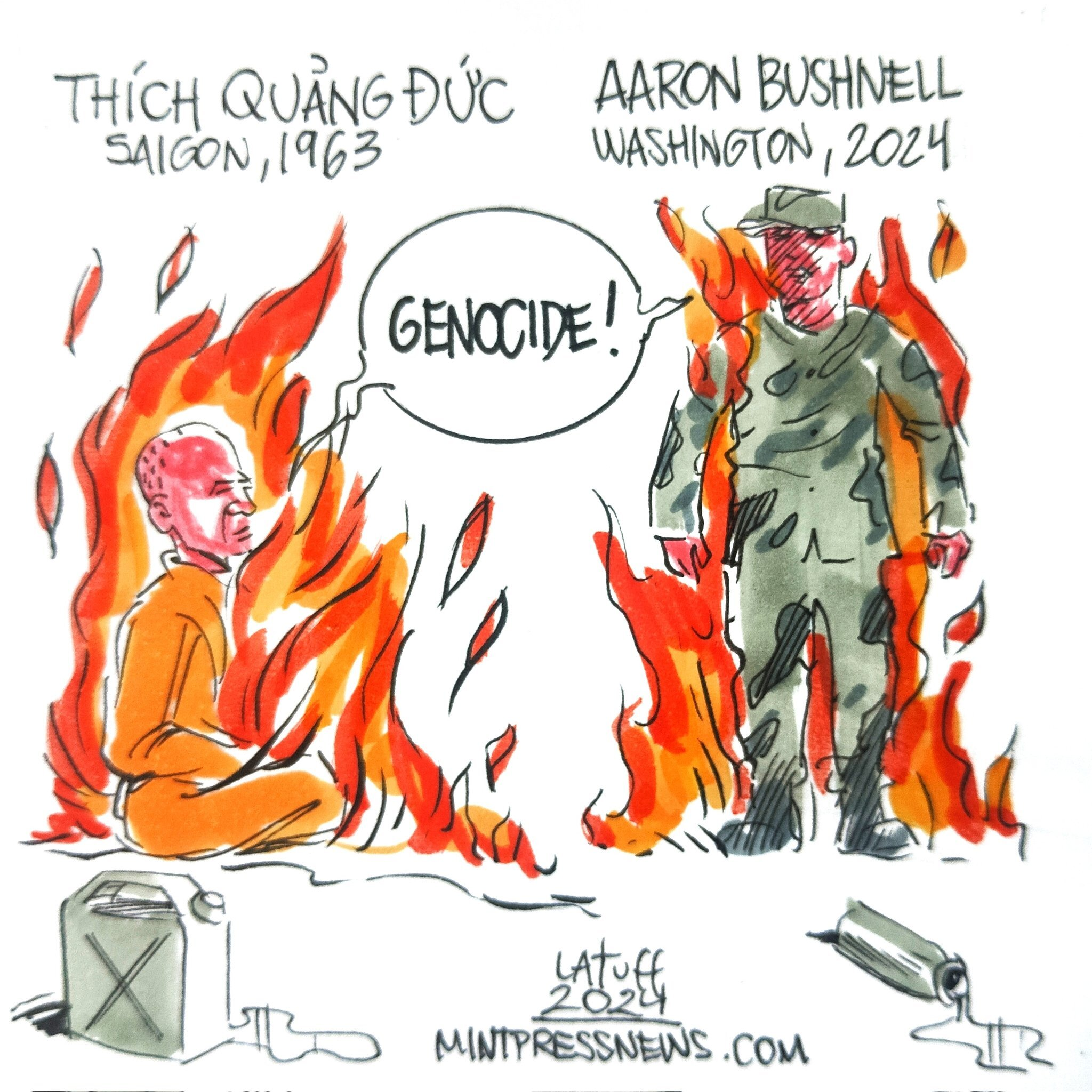
一副描绘布什内尔自焚的漫画，画中将布什内尔与越南僧人释广德相提并论。

五角大樓發言人派崔克·賴德空軍少將被記者提問布什內爾的行為是否顯示了有軍人對繼續為以色列提供武器傷害平民產生顧慮，賴德回應美國對以色列行使自衛權的支持是「堅不可摧的（ironclad）」，赖德还回答称，“防长正在关注这一事件有关情况。我知道空军方面已证实这名空军军人死亡”。“这无疑是一起悲剧事件。我们向这名空军军人的家人表示慰问。”同时他也补充道，华盛顿特区警察局负责回答关于这一事件的问题，如果有任何问题，建议向该警察局询问。
共和黨參議員湯·卡頓指布什內爾是親恐怖組織（哈馬斯）人士，並於3月8日提出兩項新議案，分別是取消被查出支持海外恐怖組織的軍人的安保權限，並且禁止軍隊人員參與任何抗議活動。
布什内尔的自焚行为得到了美国绿党政治人物吉尔·斯泰因等多名知名政治人士的支持。美国参议员伯尼·桑德斯表示：“这显然是一场可怕的悲剧，但我认为这说明了许多人现在对加沙发生的可怕人道主义灾难感到多么绝望，我也有同样的深切担忧。”

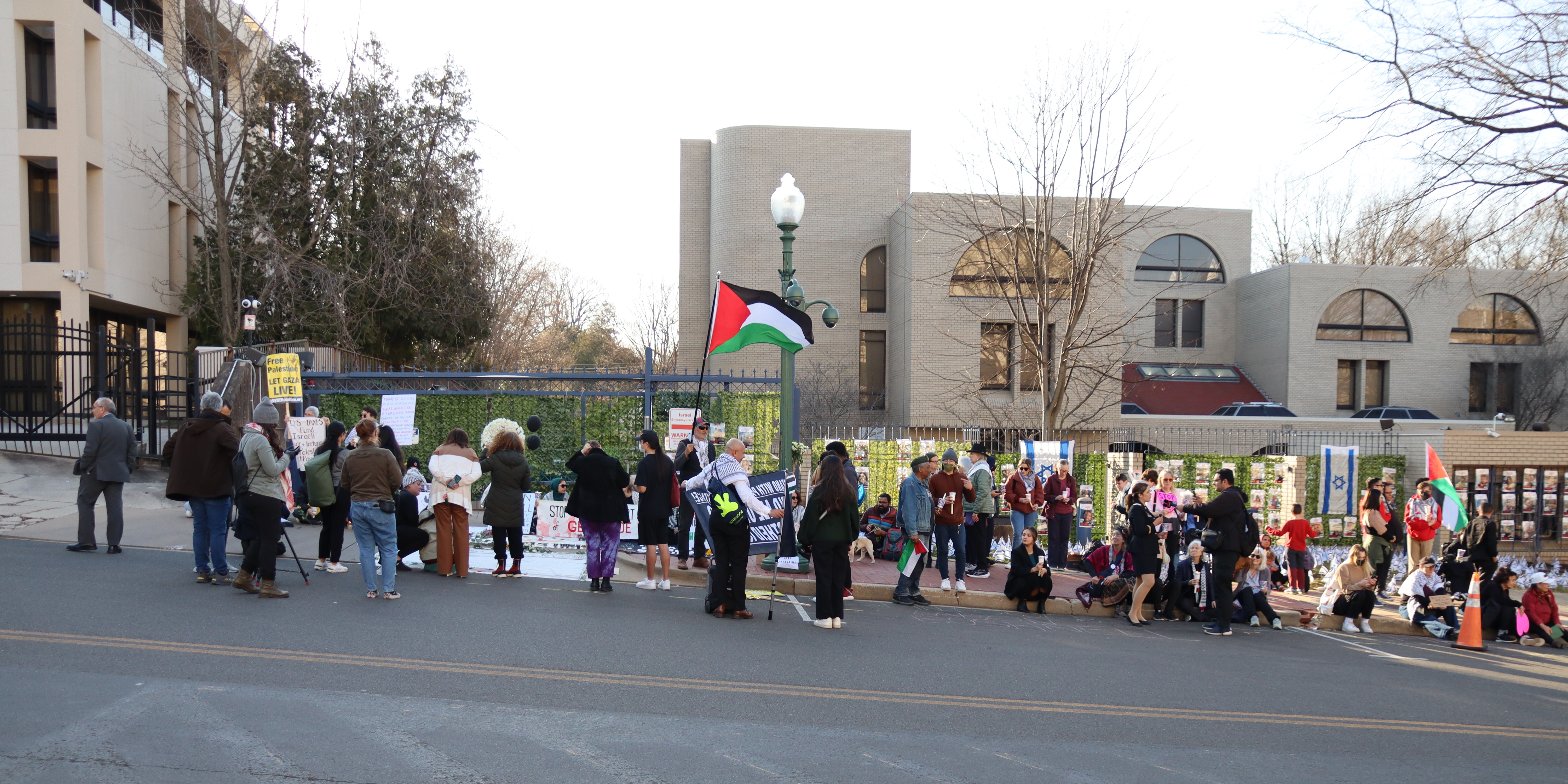
2024年2月26日在以色列駐華盛頓特區大使館正門前群眾聚集為布什內爾舉行守夜。

自焚事件的翌日，支持巴勒斯坦和布什內爾的群眾在以色列大使館門前為布什內爾舉行守夜，他們高唱布什內爾的口號，宣布布什內爾為抗爭烈士，並發誓他的遺志不會被忘掉。在美国境内各地也有不少人为布什内尔举行悼念活动。在2023年提前解除空軍合約的布什內爾的前同事在《衛報》發文指，軍隊中雖然有許多人都因為成為了種族滅絕的幫兇而受到嚴厲的良心責備，但礙於高昂的財政壓力又不敢離開軍隊而蒙受巨大的精神壓力，布什內爾的自焚為美國在大屠殺的責任上亮起紅燈。

### 国际
哈马斯向布什内尔的朋友和家人表示衷心哀悼，并在Telegram上发表声明称，“他作为人类价值观和因美国政府而遭受压迫的巴勒斯坦人民的捍卫者，使自己的名字永垂不朽。” 同时将他描述为“英雄飞行员”。 解放巴勒斯坦人民阵线发表声明纪念布什内尔，称这一行为是“最高的牺牲”。
2024年3月10日，巴勒斯坦約旦河西岸城市杰里科市長將該市一條街道命名為「亞倫·布什內爾街」，市長表示：「我們雙方本來都互不認識，社交、經濟和政治上都沒有任何交流，但我們都抱有一顆追求自由和反對暴力的愛心。」

## 媒體報導偏頗
針對布什內爾自焚的報導引起了媒體報導偏頗的指控，半島電視台的專欄就指出《紐約時報》沒有在布什內爾的報導標題中提示他的自焚動機，而《時代雜誌》關於布什內爾的文章在文末提供精神治療的聯絡方法，意圖暗示布什內爾患有精神疾病自焚並忽視政治現實對精神上的影響，《衛報》亦指出親以色列的媒體在沒有實證下暗示布什內爾的精神健康出現問題。《國會山報》則指出《紐約時報》不在標題提示布什內爾的動機，但《紐約時報》卻在2020年報導俄羅斯記者伊琳娜·斯拉维娜自焚死亡時就在標題上提到了「控訴政府（blaming government）」。

## 後續挺巴勒斯坦自焚抗議
- 2024年9月11日，名叫馬特·納爾遜（Matt Nelson）的男性在波士頓的以色列領事館附近自焚，他於9月15日被宣告不治，自焚前在社交媒體上的最後發文為轉載加沙種族滅絕的影片[45][46]。
- 2024年10月5日，名叫小塞繆爾·梅納（Samuel Mena Jr.）的男性記者在白宮外點燃自己的手臂，旁人立刻對他澆水滅火，留下非致命的傷勢。自焚前他在社交媒體的發文為「終止殖民主義」和「從河流到大海」[47]。